# رابرت سیمون
رابرت سیمون (انگلیسی: Robert Simón؛ زادهٔ ۲۲ مهٔ ۱۹۹۳) بازیکن فوتبال اهل اسپانیا است.